# Provincie Albacete
Albacete je provincie ve středním Španělsku v jižní části autonomního společenství Kastilie-La Mancha. Sousedí s Granadou, Murcií, Alicante, Valencií, Cuencou, Ciudad Real a Jaénem. Žije zde přibližně 389 tisíc obyvatel. Jejím hlavním a největším městem je Albacete.

## Znak provincie
Provincie Albacete používala v 19. století po svém vzniku na pečetích znaku města – tří věží do obráceného trojhranu (1,2), nad střední vyniká orlice nebo netopýr. Jde o původní aragonský klenot "Drac/Dragón alado" - zlatého okřídleného draka, který byl během 18. a 19. století zkomolen do podoby netopýra/murcieago (viz například znaky Valencie - provincie a města).
V roce 1956 na popud předsedy provinčního zastupitelstva A. A. Martího navrhl španělský heraldik a herold Vicente de Cadenas y Vicent velký a malý znak provincie. "...velký či kompletní tvořící znaky příslušných soudních okresů/Partidos Judiciales, tvořících provincii, a též štítek, také malý znak, ...“. Ten byl hlavou štítu odlišen od znaku města tak, aby samotný mohl sloužit jako rozlišovací znamení provinčního zastupitelstva. Hlava štítu byla dělená, vpravo se znakem Kastilie, vlevo s erbem domu Bourbonského – v modrém tři zlaté lilie s červeným lemem pole. Hlavní pole štítu je stříbrné, v něm tři kamenné hrady svých barev do obráceného trojhranu, nad nimi černý netopýr.
Historický velký znak je dělen, nahoře i dole třikrát polcen (8 polí) se středním štítkem:
1) ZNAK AYUNTAMIENTA ALBACETE. Ve stříbrném poli tři hrady do obráceného trojhranu, svých barev, nad horním je černý netopýr.
2) ZNAK AYUNTAMIENTA YESTE. Ve stříbrném poli černý orel, mající na prsou čtvrcený štítek (stříbrný?), v prvním a druhém poli lilie (černá) a ve třetím a čtvrtém poli lev ve skoku (černý).
3) ZNAK AYUNTAMIENTA ALCARAZ. V červeném poli stříbrný hrad, provázený dvěma stříbrnými klíči, spojenými černým řetězem. Lem s následujícím opisem: "Clavis hispaniae e caput tottus estremadurae", černým písmem ve stříbře.
4) ZNAK AYUNTAMIENTA CHINCHILLA. V zeleném poli stříbrný hrad se dvěma přivrácenými orlicemi, opírajícími se jednou nohou o střední věž a druhou o jednu z krajních věží; střežený dvěma jeleny svých barev, opírajícími se nohama o hrad.
5) ZNAK AYUNTAMIENTA HELLIN. Ve stříbrném poli přirozený hrad, převýšený zlatou markraběcí korunou (markýzů), z níž vyniká obrněná paže, po stranách dva lvi ve skoku, opírající se o hrad.
6) ZNAK AYUNTAMIENTO LA RODA. V modrém poli stříbrná věž, z níž vyniká král ve zbroji a provázená stříbrnými písmeny "R F" (roda fuerte).
7) ZNAK AYUNTAMIENTA CASAS IBAÑEZ. V červeném poli zlatý obelisk. 8) ZNAK AYUNTAMIENTA ALMANSA. Polceno, v 1. modrém poli zlatý hrad, v hlavě provázený dvěma stříbrnými obrněnými a okřídlenými pažemi, ve 2. červeném poli stříbrný obelisk, převýšený korunovaným lvem ve skoku a za obeliskem vynikají po obou stranách tři praporky. Štítek – s malým znakem provincie. Podle španělské tradice je štít převýšen otevřenou královskou korunou, složenou z osmi akantových listů (pět viditelných) zdobených perlami, střídavě s perlovými hroty a zdobenou modrými a červenými drahokamy. Schváleno ministerstvem vlády (el Ministério de la Gobernación) roku 1957 a užíváno do roku 1992.
Současný znak přijala provinční deputace roku 1993, zastupující různá teritoria provincie Albacete: klíče za Alcaraz; okřídlenou ruku s mečem rodu Manuelů, pánů z Villeny a kříž řádu sv. Jakuba se znakem města uprostřed.
Popis současného znaku:
Štít dělen vidlicí 1) v červeném zkřížené stříbrné klíče s uchy dolů, spojené zlatým řetízkem, 2) v červeném zlatá okřídlená paže s mečem stejného kovu; stříbrná špice s křížem sv. Jakuba. Srdeční štítek se znakem města Albacete. Klenot – uzavřená španělská královská koruna
Regionální vláda jej schválila roku 1994.